# 让·戴尔萨特
让·戴尔萨特（1903年10月19日—1968年11月28日）是一位法国数学家，毕业于巴黎高等師範學院，专攻数学分析，是尼古拉·布尔巴基小组的创始成员之一。